# Live... in the Raw
A Live... in the Raw, a WASP együttes első koncertalbuma, amely 1987. november 27-én jelent meg.

## Az album dalai
1. Inside The Electric Circus – 4:32
2. I Don't Need No Doctor – 3:35
3. L.O.V.E. Machine – 4:31
4. Wild Child – 6:02
5. 9.5.-N.A.S.T.Y. – 5:11
6. Sleeping (In the Fire) – 5:23
7. The Manimal – 4:43
8. I Wanna Be Somebody – 6:43
9. Harder Faster – 7:19
10. Blind In Texas – 5:40
11. Scream Until You Like It – 3:26

### Az 1998-as újrakiadás bónuszdalai
1. Shoot From The Hip – 5:16
2. Widowmaker – 4:35
3. Sex Drive – 3:41
4. Sleeping (In The Fire) (Akusztikus verzió) – 4:02

## Közreműködők
- Blackie Lawless – ének, ritmusgitár
- Chris Holmes – szóló & ritmusgitár
- Johnny Rod – basszusgitár
- Steve Riley – dob